# Iphiaulax bequaerti
Iphiaulax bequaerti är en stekelart som beskrevs av Szepligeti 1914. Iphiaulax bequaerti ingår i släktet Iphiaulax och familjen bracksteklar. Inga underarter finns listade i Catalogue of Life.